# American Wrestling Association
La American Wrestling Association è stata una federazione di wrestling statunitense con sede a Minneapolis ed attiva tra il 1960 ed il 1991.
Fu fondata da Verne Gagne e Wally Karbo ed era originariamente parte dei territori della National Wrestling Alliance.

## Storia

### Primi anni
Anton Stecher, uno dei membri fondatori dell'NWA nel 1948, era un promoter di vecchia data che si occupava di sponsorizzare eventi di wrestling nella zona di Minneapolis sin dal 1933 attraverso la società Minneapolis Boxing and Wrestling Club di sua proprietà.
Nel 1952, cedette un terzo dei suoi affari al figlio Dennis ed a Wally Karbo. Stecher morì il 9 ottobre 1954 ed il controllo totale dell'organizzazione passò a Karbo e Dennis. Verne Gagne, ex campione di lotta studentesca, era diventato un wrestler molto famoso negli anni cinquanta in America grazie alle sue apparizioni sul canale televisivo DuMont Network. Egli aspirava al titolo mondiale NWA World Heavyweight Championship, ma per varie ragioni politiche interne all'NWA, non lo vinse mai.
Nel 1959, Dennis Stecher vendette la sua quota nella Minneapolis Boxing and Wrestling Club a Karbo e Gagne ed i due divennero proprietari della società.

### Distacco dalla NWA
Nel 1960, dopo aver cercato senza successo di organizzare un match tra Gagne ed il detentore del titolo mondiale NWA Pat O' Connor, Gagne e Karbo si dissociarono dalla NWA formando l'American Wrestling Association. L'AWA riconobbe unilateralmente il campione NWA Pat O'Connor come primo detentore del AWA World Heavyweight Championship dandogli novanta giorni di tempo per difendere la cintura AWA contro Gagne ma la NWA ignorò la sfida.
O'Connor fu privato della cintura AWA il 16 agosto 1960 ed al suo posto venne proclamato campione Gagne. Sebbene O'Connor venga considerato il primo AWA Champion, non lottò in AWA fino alla fine degli anni sessanta (quando fece coppia con Wilbur Snyder per aggiudicarsi il titolo AWA World Tag Team Championship).

### Espansione
Sotto la guida di Gagne e Karbo, l'AWA divenne una delle federazioni di wrestling più importanti degli Stati Uniti ed allargò il proprio bacino di utenza acquisendo nuovi territori, e organizzando show in grosse città come Minneapolis, Milwaukee, Chicago, Omaha, Winnipeg, Denver, Salt Lake City, Las Vegas, San Francisco, e Phoenix.

### Nick Bockwinkel vs. Hulk Hogan

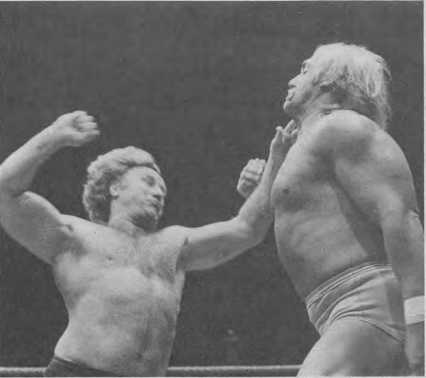
Nick Bockwinkel vs. Hulk Hogan (1982)

Dopo il suo ritiro dal ring nel 1981, Gagne si concentrò sulla promozione di Nick Bockwinkel come nuova stella della federazione e nuovo campione mondiale AWA. Bockwinkel affrontò molti pretendenti al titolo durante i primi anni ottanta, inclusi Rick Martel, Otto Wanz, Mad Dog Vachon, Wahoo McDaniel, e Brad Rheingans, ma forse il suo avversario più celebre fu un giovane Hulk Hogan, non ancora giunto alla ribalta della gloria. Dopo aver debuttato nel 1982, grazie al cameo nel film Rocky III, la popolarità di Hogan crebbe sempre di più, ma Gagne rifiutò sempre di dargli un'occasione per l'AWA World Championship. Gagne era cosciente del carisma di Hogan, ma pensava che una federazione di wrestling si dovesse basare su lottatori tecnicamente preparati, come Gagne stesso; il patron non considerava Hogan un wrestler puro e addirittura per due occasioni lo prese in giro con due vittorie fittizie del titolo solo per poi strappargli la cintura. Frustrato dalle decisioni di Gagne, Hogan accettò un'offerta da Vince McMahon per lottare nella World Wrestling Federation nel 1983, costruendo in oltre 20 anni di carriera la storia del wrestling professionistico.

### Pro Wrestling USA
Il 1984 fu ancora un anno carico di successi per l'AWA, principalmente grazie all'arrivo nella federazione dei Road Warriors che dominarono la categoria tag team. Anche se invecchiato, il nucleo storico dei wrestler maggiormente associati con l'AWA, continuò a tenere banco. Stelle come Nick Bockwinkel, Ray "The Crippler" Stevens, "The Crusher" Reginald Lisowski, Dick the Bruiser, Baron Von Raschke, Mad Dog Vachon, e Larry Hennig erano ancora tutti attivi nonostante i loro esordi risalissero agli anni quaranta o cinquanta.
Nello stesso periodo l'American Wrestling Association strinse alleanza con svariate compagnie affiliate all'NWA, incluse Mid-South Wrestling (Oklahoma City, OK), Pacific Northwest Wrestling (Portland, OR), World Class Championship Wrestling (Dallas, TX), Continental Wrestling Association (Memphis, TN), e Mid-Atlantic Championship Wrestling (Charlotte, NC). Con quest'ultima la AWA crea una sorta di fusione conosciuta con il nome "Pro Wrestling USA", appositamente ideata per rivaleggiare a livello nazionale con la popolarità della WWF. In questo periodo, il campione mondiale NWA Ric Flair affronta il campione AWA Rick Martel in un match di unificazione dei titoli, che termina in pareggio. Inoltre, il roster AWA comprendeva all'epoca lottatori di livello come Sgt. Slaughter e Bob Backlund. Nel 1985, tuttavia, gli ascolti iniziarono a calare, e la WWF prese decisamente il sopravvento grazie al successo riscosso dalla prima edizione di WrestleMania. Wally Karbo cedette il controllo completo dell'AWA a Gagne, che divenne l'unico proprietario della federazione, e nel settembre 1985, la Pro Wrestling USA rispose al crescente successo di Vince McMahon promuovendo il primo evento SuperClash. Nonostante il successo, la collaborazione con la Pro Wrestling USA non durò a lungo e la "fusione" ebbe fine nel 1986, e Gagne accusò David Crockett di aver cercato di convincere molti talenti AWA a passare alla NWA nel backstage di numerosi show della Pro Wrestling USA.
Attenta anche al versante del merchandising, l'AWA lanciò sul mercato una linea di action figure dei suoi wrestler tramite la compagnia di giocattoli Remco ed una serie di videocassette da 30 minuti l'una intitolata "Wrestling Classics", dedicata prevalentemente alle principali star dell'epoca della compagnia quali Sgt. Slaughter, Road Warriors, Jim Garvin & Steve Regal, e Rick Martel.

### Declino e fallimento
Per contrastare lo strapotere di Vince McMahon che con la sua World Wrestling Federation (WWF) stava conquistando sempre maggiori consensi a livello mondiale, Gagne decise di mettere in atto alcune scelte opinabili che causarono un netto calo di consensi nei confronti della AWA, come il dare sempre maggiore spazio al figlio Greg Gagne nelle storyline della federazione (fatto che gli causò parecchie accuse di nepotismo) e scartare Hogan come stella della compagnia.
Nonostante questi passi falsi, nel periodo 1986-87 la federazione continuò a sfornare talenti notevoli come Scott Hall, The Midnight Rockers (Shawn Michaels & Marty Jannetty), "Bull Power" Leon White (successivamente conosciuto come Big Van Vader), Nasty Boys (Brian Knobbs & Jerry Sags), e Madusa Miceli.
Con il ritiro di Nick Bockwinkel, Gagne decise di puntare su Curt Hennig come prossimo volto della compagnia. Hennig, un talentuoso wrestler figlio d'arte, sconfisse Bockwinkel a Super Clash 2. Ben presto però, anche Hennig cedette alle allettanti offerte economiche della WWF, ed abbandonò la federazione. Nel ruolo di campione mondiale AWA a lui succedette Jerry "the King" Lawler.
Afflitta anch'essa da problemi finanziari, la WCCW unì le proprie forze con la AWA e la CWA, e Jerry Lawler sfidò il campione WCCW Heavyweight Kerry Von Erich sconfiggendolo in un match per l'unificazione dei titoli a SuperClash III. L'evento fu il primo tentativo da parte della AWA di mettere in piedi un pay-per-view che coinvolgesse diverse federazioni. Tuttavia, il tentativo riscosse poco successo. Dopo l'evento, la collaborazione tra le compagnie venne meno e Lawler fu privato del titolo nel gennaio 1989. Lawler tenne comunque la cintura AWA e continuò a dichiararsi il campione legittimo in Tennessee, in Texas, e nel circuito indipendente, presentandosi come USWA Unified World Heavyweight Champion. Lawler fece questo per cercare di ottenere dei pagamenti arretrati da Gagne che gli erano dovuti, ma Gagne non lo pagò mai ed anzi commissionò una nuova cintura di campione dal design simile a quella portata via da Lawler.
Nel febbraio 1989, Larry Zbyszko, genero di Gagne, ritornò nell'AWA e vinse il titolo mondiale reso vacante in una battle royal a 18 partecipanti, eliminando per ultimo Tom Zenk. Fu durante questo periodo che Joe Blanchard rimpiazzò Stanley Blackburn come presidente AWA. Il primo regno da campione di Zbyszko durò circa un anno. Egli difese la cintura contro Zenk, Greg Gagne, Wahoo McDaniel, Ken Patera, Nikita Koloff, Brad Rheingans, "The Trooper" Del Wilkes, e Masa Saito. Fu quest'ultimo alla fine a sconfiggere Zbyszko nel febbraio 1990 al Tokyo Dome durante un evento NJPW/AJPW. Zbyszko riconquistò il titolo nel maggio 1990 a SuperClash IV. All'inizio del 1989, Eric Bischoff, all'epoca impiegato d'ufficio della AWA, iniziò ad apparire davanti alle telecamere durante gli show in qualità di intervistatore e commentatore occasionale, sostituendo Larry Nelson. Il periodo in AWA servì a Bischoff come trampolino di lancio verso il mondo del pro wrestling. Successivamente sarebbe diventato un pezzo grosso dell'ambiente, portando negli anni novanta la World Championship Wrestling ad un successo senza precedenti.
Alla fine del 1990, la AWA diventò inattiva (l'ultima registrazione televisiva venne effettuata l'11 agosto). Come risultato, Zbyszko firmò per la WCW e Gagne lo privò d'ufficio della cintura. Nel 1991, la compagnia chiuse per bancarotta.
Nel DVD The Spectacular Legacy of the AWA, Eric Bischoff rivelò che una delle ragioni principali della chiusura dell'AWA, era da collegarsi al fatto che Verne Gagne ricavava ingenti profitti da una sua proprietà nei pressi del lago Minnetonka. L'amministrazione comunale locale voleva tramutare la zona in un parco regionale, e Gagne si oppose sempre a questa decisione per svariati anni, ma alla fine dovette cedere, e venne quindi creato il "Lake Minnetonka Regional Park". Di conseguenza, egli perse le risorse finanziarie che gli avevano permesso di tenere competitiva la American Wrestling Association e non ebbe altra soluzione che chiudere la compagnia.

## Eventi principali
- SuperSunday
- WrestleRock 86
- SuperClash

## Titoli
| - AWA World Heavyweight Championship - AWA World Heavyweight Championship (Omaha version) - AWA World Junior Heavyweight Championship - AWA World Light Heavyweight Championship - AWA World Tag Team Championship - AWA World Women's Championship - AWA America's Heavyweight Championship - AWA Brass Knuckles Championship - AWA British Empire Heavyweight Championship |  | - AWA Hawaiian Inter-Island Heavyweight Championship - AWA International Heavyweight Championship - AWA International Tag Team Championship - AWA International Television Championship - AWA Midwest Heavyweight Championship - AWA Midwest Tag Team Championship - AWA Southern Heavyweight Championship - AWA Southern Tag Team Championship - AWA United States Heavyweight Championship |